# Хадерслев
Ха́дерслев (дат. Haderslev, нем. Hadersleben) — город и порт в Дании в юго-восточной части полуострова Ютландия. Расположен в долине вдоль залива Хадерслев-Фьорд (дат. Haderslev fjord), в 14 км от пролива Малый Бельт. Административный центр одноимённой коммуны (область Южная Дания). Население 22.277 (1 января 2024).

## История

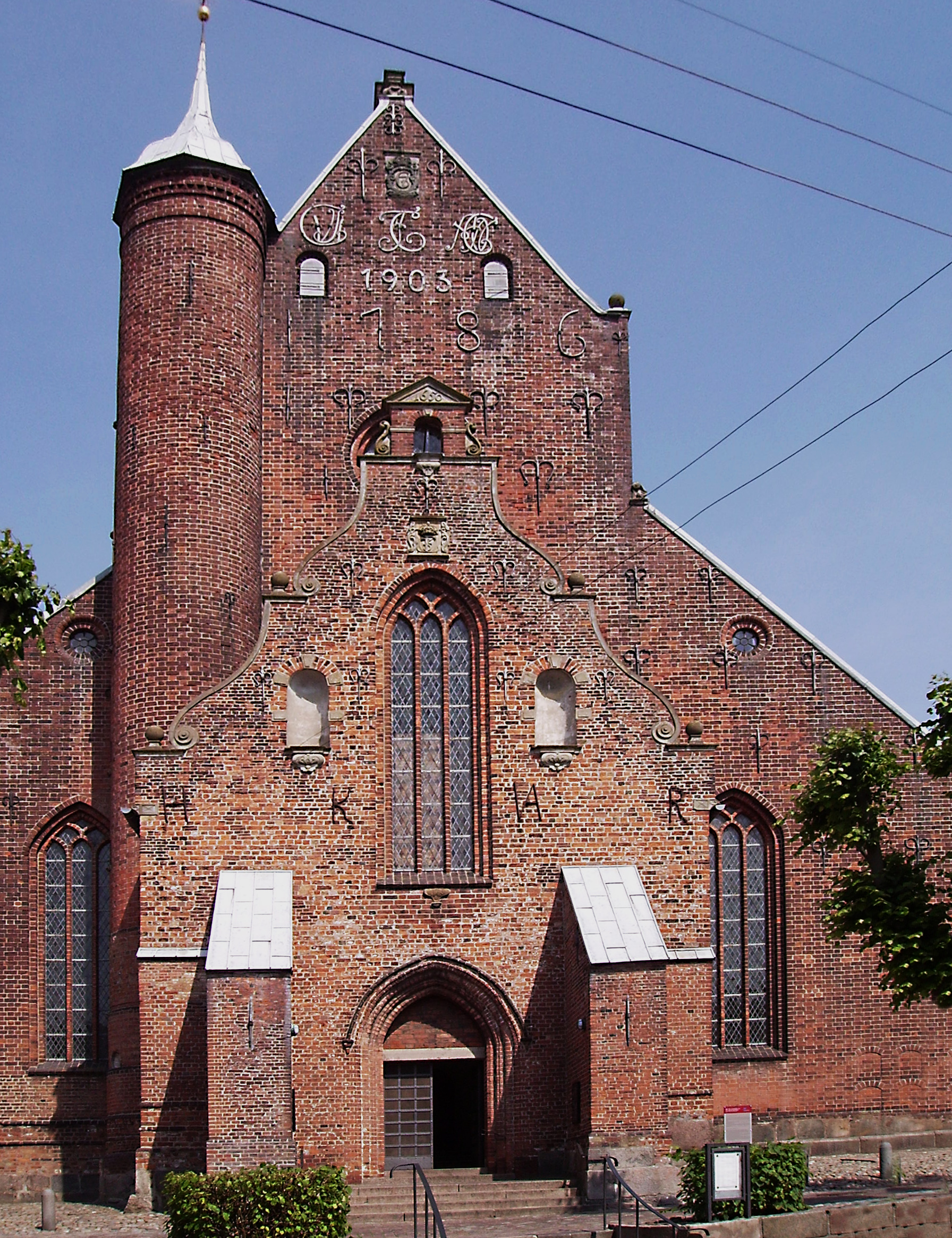
Кафедральный собор в Хадерслеве — образец кирпичной готики.

Первое упоминание о Хадерслеве датируется 1228 годом. Хадерслев был, по-видимому, основан викингами не менее чем за столетие до того, как получил статус города в 1292 году. В то время он был во владении короля и стал одним из главных торговых центров в южной Ютландии. В 1327 году впервые упомянут королевский замок Хадерслевхус. Он находился к востоку от городского собора.
В следующие столетия город процветал. Был построен готический собор и второй замок Хансборг (сожжён в 1644 году) по образцу замка Кронборг. Из-за чумы в Копенгагене король Кристиан IV женился в Хадерслеве.
В 16 веке город стал одним из первых мест в Скандинавии, где начало распространяться лютеранство.
С 1864 года Хадерслев принадлежал Пруссии, а также Северогерманскому союзу, с 1871 года входил в состав Германской империи. В 1920 году по итогам плебисцита в Шлезвиге северная его часть вместе с Хадерслевом перешла к Дании (61,4 % жителей города высказались за присоединение к Дании, 38,6 % за то, чтобы остаться в составе Германии).

## Экономика
Сейчас Хадерслев — торговый центр, порт. В городе расположены предприятия кожевенной промышленности, машиностроения, пивоваренные заводы, одна из известнейших в Европе, яхтенная верфь «X-Yachts».